# 마들렌 베르토
마들렌 베르토(프랑스어: Madeleine Berthod, 1931년 2월 1일~)는 스위스의 알파인 스키 선수이다. 올림픽에 3회 참가하여 1956년 동계 올림픽 여자 활강에서 금메달을 획득했다.